# ضواحي مومباي
ضواحي مومباي  رمزها «MU» (بالإنجليزية: Mumbai  suburban)‏ ، هو تقسيم إداري لدولة الهند تتبع ولاية ماهاراشترا (بالإنجليزية: Maharashtra)‏ ، مركزها هو مدينة باندرا (شرق) (بالإنجليزية: Bandra  (East))‏ عدد سكانها حسب توقع 2016 هو 11,650.855 نسمة ، مساحتها 534 كم² وكثافة السكان 21818 لكل كم² .